# Beisebol nos Jogos Olímpicos de Verão de 1996
O torneio de beisebol nos Jogos Olímpicos de Verão de 1996 se realizou em Atlanta, nos Estados Unidos. Oito equipes masculinas diputaram a medalha de ouro, ganha pela equipe de Cuba.

## Medalhistas
| Medalha de ouro | Medalha de prata | Medalha de bronze |
| CUB Cuba Luis Ulacia Omar Linares Orestes Kindelán Alberto Hernández Antonio Pacheco Juan Padilla Juan Manrqiue Antonio Scull Lázaro Vargas Miguel Caldés Eduardo Paret José Estrada González Rey Isaac Pedro Luis Lazo Eliecer Montes de Oca José Contreras Omar Luis Omar Ajete Ormari Romero Jorge Fumero | JPN Japão Kosuke Fukudome Yoshitomo Tani Hitoshi Ono Masahiro Nojima Hideaki Okubo Jutaro Kimura Yasuyuki Saigo Takayuki Takabayashi Takeo Kawamura Takao Kuwamoto Daishin Nakamura Koichi Misawa Tomoaki Sato Masanori Sugiura Makoto Imaoka Nobuhiko Matsunaka Takashi Kurosu Tadahito Iguchi Masao Morinaka Masahiko Mori | USA Estados Unidos Seth Greisinger Chad Allen A. J. Hinch R. A. Dickey Kris Benson Troy Glaus Jason Williams Kip Harkrider Jacque Jones Billy Koch Mark Kotsay Matthew LeCroy Travis Lee Braden Looper Brian Loyd Warren Morris Augie Ojeda Jim Parque Jeff Weaver Chad Green |

## Primeira fase

### Grupo único
| Equipe         | J | V | D | BP | BC | Pct.  |
| -------------- | - | - | - | -- | -- | ----- |
| Cuba           | 7 | 7 | 0 | 97 | 49 | 1.000 |
| Estados Unidos | 7 | 6 | 1 | 81 | 27 | .857  |
| Japão          | 7 | 4 | 3 | 69 | 45 | .571  |
| Nicarágua      | 7 | 4 | 3 | 44 | 30 | .571  |
| Países Baixos  | 7 | 2 | 5 | 32 | 76 | .286  |
| Itália         | 7 | 2 | 5 | 33 | 71 | .286  |
| Austrália      | 7 | 2 | 5 | 47 | 86 | .286  |
| Coreia do Sul  | 7 | 1 | 6 | 40 | 59 | .143  |

| 20 de julho    |       |                |
| Estados Unidos | 4–1   | Nicarágua      |
| Cuba           | 19–8  | Austrália      |
| Japão          | 12–2  | Países Baixos  |
| 21 de julho    |       |                |
| Coreia do Sul  | 1–2   | Itália         |
| Japão          | 7–8   | Cuba           |
| 22 de julho    |       |                |
| Países Baixos  | 16–6  | Austrália      |
| Itália         | 2–7   | Nicarágua      |
| Coreia do Sul  | 2–7   | Estados Unidos |
| 23 de julho    |       |                |
| Países Baixos  | 2–18  | Cuba           |
| Nicarágua      | 8–3   | Coreia do Sul  |
| Austrália      | 9–6   | Japão          |
| 24 de julho    |       |                |
| Estados Unidos | 15–3  | Itália         |
| Cuba           | 14–11 | Coreia do Sul  |
| 25 de julho    |       |                |
| Nicarágua      | 5–0   | Países Baixos  |
| Itália         | 12–8  | Austrália      |
| Estados Unidos | 15–5  | Japão          |
| 27 de julho    |       |                |
| Japão          | 13–6  | Nicarágua      |
| Itália         | 6–20  | Cuba           |
| Austrália      | 5–15  | Estados Unidos |
| 28 de julho    |       |                |
| Países Baixos  | 3–11  | Coreia do Sul  |
| Cuba           | 10–8  | Estados Unidos |
| Austrália      | 0–10  | Nicarágua      |
| 29 de julho    |       |                |
| Países Baixos  | 8–7   | Itália         |
| Nicarágua      | 7–8   | Cuba           |
| Coreia do Sul  | 4–14  | Japão          |
| 30 de julho    |       |                |
| Estados Unidos | 17–1  | Países Baixos  |
| Itália         | 1–12  | Japão          |
| Austrália      | 11–8  | Coreia do Sul  |

## Semifinal
| Equipe    | 1 | 2 | 3 | 4 | 5 | 6 | 7 | 8 | 9 |   | C  | H | E |
| --------- | - | - | - | - | - | - | - | - | - | - | -- | - | - |
| Nicarágua | 0 | 1 | 0 | 0 | 0 | 0 | 0 | 0 | 0 | 1 | 6  | 2 |   |
| Cuba      | 0 | 0 | 0 | 3 | 0 | 3 | 0 | 2 | x | 8 | 14 | 2 |   |

| Equipe         | 1 | 2 | 3 | 4 | 5 | 6 | 7 | 8 | 9 |    | C  | H | E |
| -------------- | - | - | - | - | - | - | - | - | - | -- | -- | - | - |
| Japão          | 0 | 3 | 0 | 0 | 3 | 0 | 2 | 2 | 1 | 11 | 15 | 0 |   |
| Estados Unidos | 0 | 0 | 0 | 0 | 0 | 2 | 0 | 0 | 0 | 2  | 6  | 1 |   |

## Disputa pelo bronze
| Equipe         | 1 | 2 | 3 | 4 | 5 | 6 | 7 | 8 | 9 |    | C  | H | E |
| -------------- | - | - | - | - | - | - | - | - | - | -- | -- | - | - |
| Estados Unidos | 4 | 0 | 0 | 1 | 0 | 1 | 1 | 3 | 0 | 10 | 12 | 1 |   |
| Nicarágua      | 3 | 0 | 0 | 0 | 0 | 0 | 0 | 0 | 0 | 3  | 3  | 2 |   |

## Final
| Equipe | 1 | 2 | 3 | 4 | 5 | 6 | 7 | 8 | 9 |    | C  | H | E |
| ------ | - | - | - | - | - | - | - | - | - | -- | -- | - | - |
| Japão  | 0 | 0 | 0 | 1 | 5 | 0 | 1 | 0 | 2 | 9  | 9  | 1 |   |
| Cuba   | 3 | 3 | 0 | 0 | 0 | 4 | 1 | 2 | x | 13 | 14 | 0 |   |